# خباثة

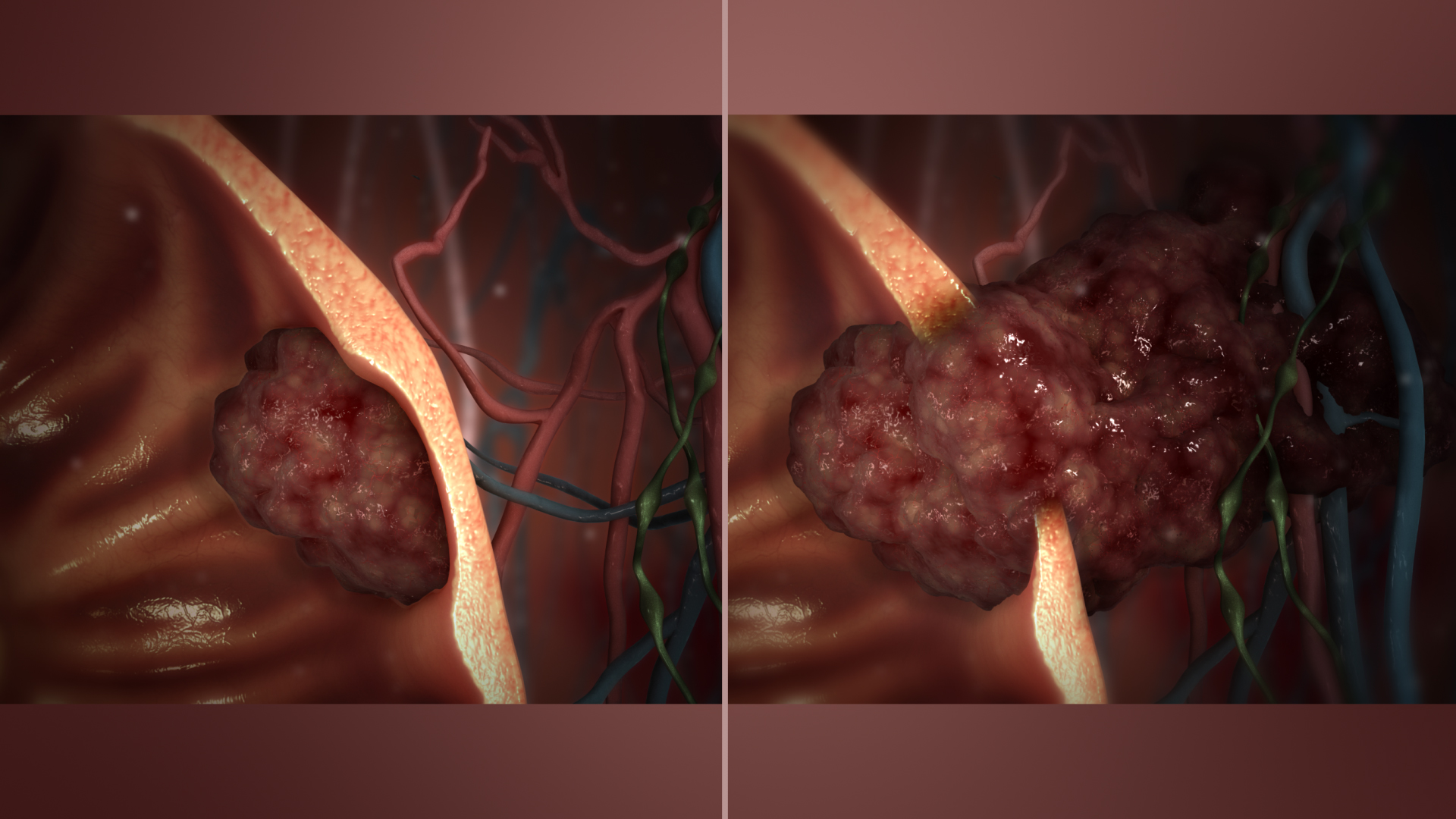
ينتشرُ الورم الخبيث (يمين) بشكلٍ لا يمكن السيطرة عليه حيثُ يتوغل في الأنسجة المحيطة، وذلك على عكس الورم الحميد (يسار) الذي يبقى في مكانه بعيدًا عن الأنسجة المجاورة.

الخباثة هو قابلية حالة طبية، وخصوصا الأورام، لتصبح أسوأ تدريجيا ويحتمل ان تؤدي إلى الوفاة. يتميز الورم الخبيث في السرطانات بواسطة الكشم وغزو الانسجة والنقيلة (نقل الخلايا السرطانية من عضو إلى آخر). الخباثة هو مصطلح طبي وصفي مناظر يستخدم لوصف مرض وخيم ومتفاقم تدريجيا. هذا هو المصطلح الأكثر ألفة لوصف السرطان. قد يتناقض الورم الخبيث مع ورم حميد غير سرطاني في هذه الخباثة غيرالمحدودة ذاتيا في نموها وغير القادرة على غزو الأنسجة المجاورة، وربما تكون قادرة على الانتشار إلى أنسجة بعيدة (نقيلة)، في حين ان الورم الحميد لا يحمل أيا من تلك الخصائص. الأورام الخبيثة هي مرادف للسرطان. من استخدامات «الخباثة» في علم الأورام:
- الخباثة والأورام الخبيثة والأورام الخبيثة، كلها مصطلحات مرادفة للسرطان
- استسقاء الخباثة
- تحول الخباثة

يشار لأمراض غير علم الأورام ب «الخباثة»:
- ضغط الدم الخبيث
- ارتفاع الحرارة الخبيث
- التهاب الأذن الخارجية الخبيث
- الملاريا الثلاثية الخبيثة (الملاريا الناجمة على وجه التحديد من المتصورة المنجلية)
- متلازمة مضادات ذهان الخباثة